# Crateroscelis robusta
Crateroscelis robusta là một loài chim trong họ Acanthizidae.